# Luc Marijnissen
Luc Marijnissen (Roosendaal, 9 januari 2003) is een Nederlands voetballer die als verdediger voor FCV Dender EH speelt.

## Carrière
Marijnissen begon met voetballen bij BSC Roosendaal. Vanaf tienjarige leeftijd speelde hij in de jeugd van NAC Breda, waar hij op 26 oktober 2020 zijn debuut in het eerste elftal maakte. Dit debuut vond plaats in de met 6-0 verloren bekerwedstrijd tegen Go Ahead Eagles, waarin hij in de 65e minuut in het veld kwam voor Javi Noblejas.
Marijnissen speelde voor 2 seizoenen bij K Lierse SK in Belgie. 
Op 12 mei 2025 tekende Marijnissen een contract voor drie seizoenen, met een optie op een extra seizoen, bij eersteklasser FCV Dender EH.

### Statistieken
| Seizoen        | Club           | Land           | Competitie      | Competitie | Competitie | Beker | Beker | Totaal | Totaal |
| Seizoen        | Club           | Land           | Competitie      | Wed.       | Dlp.       | Wed.  | Dlp.  | Wed.   | Dlp.   |
| -------------- | -------------- | -------------- | --------------- | ---------- | ---------- | ----- | ----- | ------ | ------ |
| 2020/21        | NAC Breda      | Nederland      | Eerste divisie  | 0          | 0          | 1     | 0     | 1      | 0      |
| 2021/22        | NAC Breda      | Nederland      | Eerste divisie  | 5          | 0          | 0     | 0     | 5      | 0      |
| 2022/23        | NAC Breda      | Nederland      | Eerste divisie  | 7          | 0          | 1     | 0     | 8      | 0      |
| 2023/24        | K Lierse SK    | Belgie         | Eerste klasse B | 18         | 1          | 0     | 0     | 18     | 1      |
| 2024/25        | K Lierse SK    | Belgie         | Eerste klasse B | 29         | 2          | 1     | 0     | 30     | 2      |
| Carrièretotaal | Carrièretotaal | Carrièretotaal | Carrièretotaal  | 59         | 3          | 3     | 0     | 62     | 3      |

Bijgewerkt op 12 mei 2025.
1 Kortsmit ·
2 Lucassen ·
4 Kemper ·
5 Van den Bergh  ·
6 Staring ·
7 Garbett ·
8 Leemans ·
9 Kostorz ·
10 Ómarsson ·
11 Paula ·
12 Greiml ·
14 Kaied ·
15 Mahmutović ·
16 Balard ·
17 Kuijpers ·
18 Van Reeuwijk ·
19 Fernandes ·
20 Oldrup Jensen ·
23 Kongolo ·
25 Valerius ·
28 Mol ·
29 Van Hooijdonk ·
30 Versluis ·
31 Lamprou ·
37 Van Lare ·
39 Janošek ·
44 Busi ·
55 Sowah ·
77 Sauer ·
99 Bielica ·
Coach: Hoefkens
· Assistent-trainer: Güvenç
· Assistent-trainer: Kaczmarek
· Keeperstrainer: Babos